# King Ghidorah

King Ghidorah på Affischen till filmen Invasion of Astro-Monster.

King Ghidorah (uttal: "giddårá", "gídårra" eller "gídra"; japanska: キングギドラ – Kingu Gidora) är den onde, gyllene rymddraken från Godzilla-filmerna. Han dök första gången upp i filmen San Daikaijū: Chikyū Saidai no Kessen från 1964, då enbart under namnet Ghidorah. Där slogs han mot Godzilla, Rodan och Mothra som larv. Han är med i andra filmer som Invasion of Astro-Monster, Alla monster skall förstöras, Godzilla vs. Gigan, Godzilla vs. King Ghidorah, Rebirth of Mothra, Rebirth of Mothra III, Godzilla, Mothra and King Ghidorah: Giant Monsters All-Out Attack och Godzilla: Final Wars. Han har tre huvuden, fladdermusliknande vingar, gyllende fjäll, saknar armar och har två svansar. Ghidorah är både Godzillas och Mothras ärkefiende. King Ghidorah är i filmerna ansvarig till mångas civilisationers undergång på många planeter som till exempel Venus. Han kom till Jorden på en magnetisk meteorit. Ghidorah orsakade mycket skada i Japan innan han mötte monsterteamet Godzilla, Mothra och Rodan.

## I filmerna

### Ghidora, the three-headed monster
King Ghidorah har under filmernas gång haft olika utseenden. När han först dök upp i Ghidora, the three-headed monster var han svagare än Godzilla och hans vänner, hans blixtar kunde inte skada Godzilla och han hade inte samma styrka att mäta sig med monstret.

### Invasion of Astro-Monster
Han dök upp igen i filmen Invasion of Astro-Monster. Då Xilianerna från planeten X försökte ta över jorden med Ghidorah, Godzilla och Rodan. Men någonting går fel och Godzilla och Rodan slår Ghidorah tillbaka till rymden.

### Alla monster skall förstöras
Han dök upp igen i filmen Alla monster skall förstöras där han besegras till slut av alla monster.

### Godzilla vs. Gigan
Han kommer tillbaka i filmerna Godzilla vs. Gigan då han samarbetar med det onda cyborgmonstret Gigan och de båda anfaller Tokyo. Sedan möter de motstånd från Godzilla och Anguirus från filmen Alla monster ska förstöras, då han blir dödad av tio av jordens monster.

### Godzilla Vs King Ghidorah
När han återigen dök upp i Godzilla Vs King Ghidorah (1991) kunde hans styrka möta och överstiga Godzillas. Ghidorah har fått ett nytt ursprung i filmen. Då framtidsmän varnar Japans regering att Godzilla skulle förinta Japan, åkte de med en godzillaexpert, dinosaurieexpert och en författare som skulle skriva en bok om Godzilla (eftersom knappt någon känner till den i framtiden). De åker tillbaka till år 1945, till ön Lagos, som 1954 utsätts för ett atombombstest. Där ser de en Dinosaurier som liknar Tyrannosaurus. De flyttar den till annan plats, men en av dem i framtiden släpper ut tre "dorahter", som i bombtestet 1954 blir King Ghidorah. De åker tillbaka till 1991 och King Ghidorah anfaller Japan. Dinosaurien de flyttade blev ändå Godzilla p.g.a. radioaktivutsläpp. De möter varandra och slåss. King Ghidorah blir dödad av Godzilla (den mister sitt mittenhuvud) och kastas ned på havets botten. När Godzilla anfaller Tokyo återuppväcker de King Ghidorah med hjälp av kvinnan som släppte ut dorahterna med framtidens teknik, och den blir Mecha-King Ghidorah. Den tar med Godzilla från Tokyo, då King Ghidorah inte orkar längre, och de båda hamnar på havets botten.

### Return of Mothra
Return of Mothra ser man en annan variant av Ghidorah. DeathGhidorah har kommit. Senare är han med i Rebirth of Mothra III. 

### Return of Mothra 3
Som i den första versionen kommer han från rymden, och det visar sig att han utrotade dinosaurierna. Den stora fjärilen Mothra slåss mot Ghidorah i den förhistoriska tiden och i den nuvarande tiden för att rädda en grupp barn som har kidnappats av King Ghidorah.

### Godzilla, Mothra and King Ghidorah: Giant Monsters All-Out Attack
I Godzilla, Mothra and King Ghidorah: Giant Monsters All-Out Attack från 2001 har han ännu en gång ett annat ursprung. Den här gången är han en legendarisk beskyddare av Japan, som tillsammans med andra beskyddare, Mothra och Baragon, slåss tillsammans med en människa mot den första Godzilla från filmen från 1954 som efter 50 år den första attacken återvänder för att hämnas.

### Godzilla: Final wars
I Godzilla: Final wars, slåss ett skelettliknande monster vid namn Monster X (ledaren av monsterarmén) mot Godzilla i slutet av filmen. i slutet av striden förvandlas Monster X till ett monster som liknar Ghidorah, men går under namnet Keizer Ghidorah. Den tar Godzillas energi och dödar honom nästan. Men Godzilla får ny energi av supermänniskan Ozaki, en medlem i en organisation som slåss mot monster. Detta gör Godzilla starkare, och han spränger Keizer Ghidorah i luften.

### Godzilla King of the Monsters (2019)
King Ghidorah dyker upp i uppföljaren till Godzilla (2014) ännu en gång som huvudskurken. Denna version av Ghidorah är fortfarande utomjording och kan växa ut ett huvud om det slits av.

## Filmografi
- Ghidorah, the Three-Headed Monster
- Invasion of Astro-Monster
- Alla monster skall förstöras
- Godzilla vs. Gigan
- Godzilla vs. King Ghidorah
- Rebirth of Mothra
- Rebirth of Mothra 3
- Godzilla, Mothra and King Ghidorah: Giant Monsters All-Out Attack
- Godzilla: Final Wars
- Godzilla: King of the Monsters (2019)